# D-Block Records
D-Block – amerykańska wytwórnia płytowa z Yonkers (Nowy Jork). Założona w 2001 roku.

## Historia
Wytwórnia została założona przez Sheeka Loucha, Jadakissa i Stylesa. Jej posiadaczem jest Supa Mario. Po założeniu wytwórni, The Lox zmienili nazwę na „D-Block” i przyłączyli do siebie J-Hooda (który w 2007 odszedł). W 2003 kontrakt z D-Block podpisała kolejna grupa hip-hopową, Team Arliss.

## Wykonawcy
| Artist            | Description |
| ----------------- | --- |
| The Lox           | hip-hopowa grupa składająca się z Jadakissa, Sheeka i Stylesa, założycieli i CEO's                                                                                         |
| Vinny Idol        | Oficjalny producent muzyczny. Odpowiada za produkcję wielu utworów nagranych przez D-Block, ma również na koncie killka mixtape’ów.                                        |
| Team Arliss       | Grupa znana ze swoich hardcorowych tekstów. Składa się z Trava (Bed-Stuy, Brooklyn), St. Rawa lub Strawa (183rd Street, Bronx) i Shells.                                   |
| 354 Entertainment | Undergroundowa grupa hip-hopowa założona w 2005. W jej skład wchodzi Bully, Nakuzi i Snyp-Life, wszyscy z Yonkers i wydali swój pierwszy mixtape, „Y.O. Stomping Grounds”. |
| D-Block Latino    | Undergroundowa grupa latynosów. w jej skład wchodzą Chary Ary i PLF. |
| A.P.              | Również znany jako D-block's Live wire |
| Large Amounts     | Również znany jako The Boy with a billion bars |
| Bucky             | |
| Don D and T.Y     | |
| Bully             | |
| Fahim             | Uczestnik telewizyjnego programu od Zipa do Dżentelmena. Znany na Bronksie freestyler .                                                                                    |

## Dyskografia

### D-Block
- Peer Pressure (2005)
- Peer Pressure II (2005)
- The CD/DVD Mixtape (2006)
- Street Muzik (2007)
- Shots Fired (2008)

### The Lox
- Money, Power & Respect (1998)
- We Are the Streets (2000)

### Jadakiss
- Kiss tha Game Goodbye (2001)
- Kiss of Death (2004)
- Kiss My Ass (2008)

### Sheek Louch
- Walk Witt Me (2003)
- After Taxes (2005)
- Silverback Gorilla (2008)

### Styles P
- A Gangster and a Gentleman (2002)
- Time Is Money (2006)
- Super Gangster (Extraordinary Gentleman) (2007)